# Karkinitviken
Karkinitviken (ukrainska: Каркінітська затока, Karkinitska zatoka; ryska: Каркинитский залив, Karkinitskij zaliv; även kallad "Döda havet") är en vik i norra Svarta havet. Den skär in nordväst om Krimhalvön, med fastlandet i norr. Dess innersta mycket grunda del heter Perekopviken, vilken går in till Perekopnäset, som förbinder Krim med fastlandet. Vid viken ligger städerna Armjansk, Krasnoperekopsk och Skadovsk.

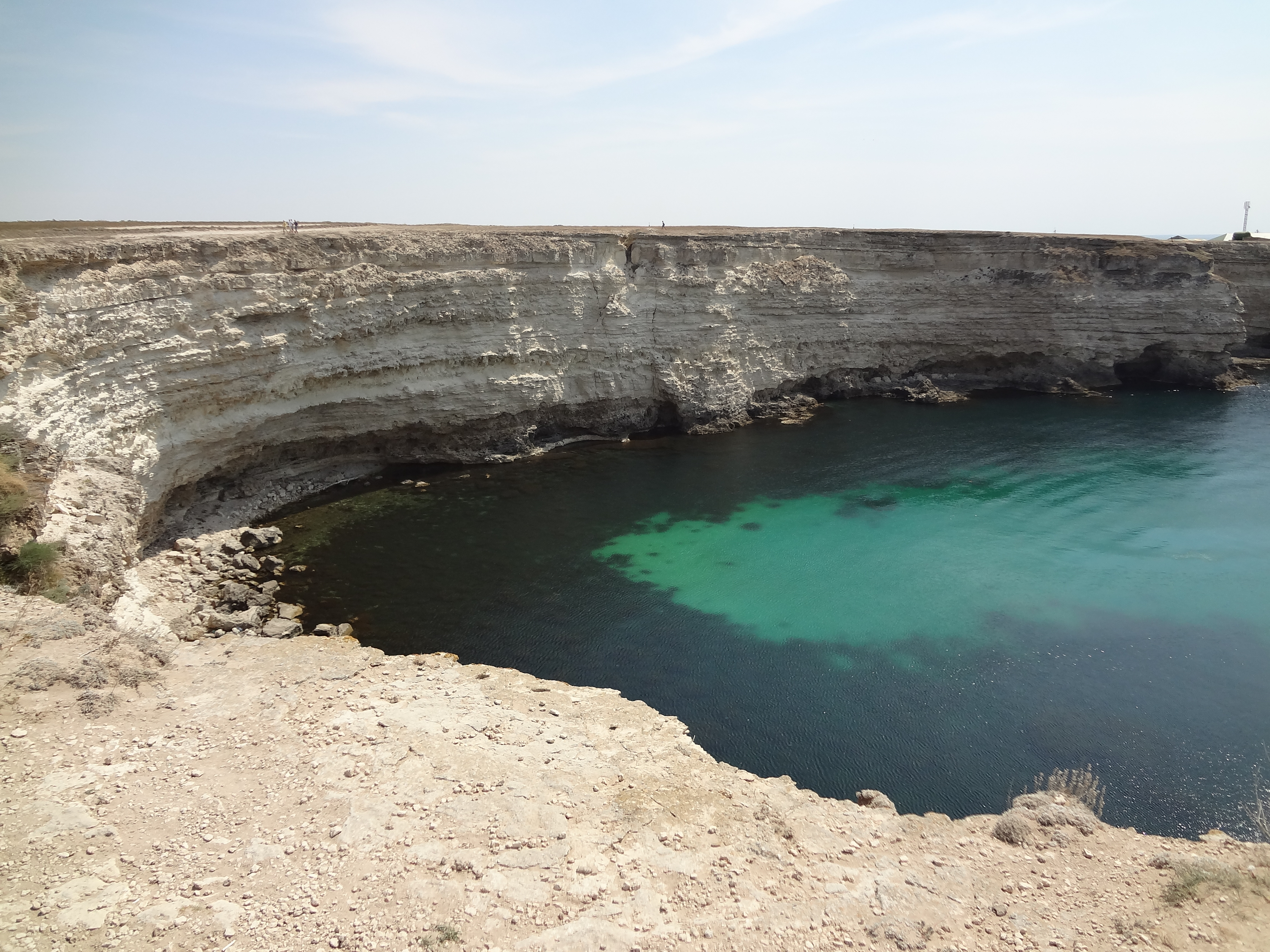
Tarchankuthalvön vid Karkinitvikens sydligaste, yttre del.